# Доспехов Борис Олександрович
Борис Олександрович Доспехов (10.12.1927 — 05.11.1978) — радянський учений-ґрунтознавець, член-кореспондент ВАСГНІЛ (1978).
Народився в с. Проказна Лунінского району Пензенської області.
Закінчив Московську сільськогосподарську академію ім. К. А. Тімірязєва (1952). Працював там же: науковим співробітником (1956-1959), асистентом (1959-1961), доцентом (1961-1968), професором (1968-1972), зав. кафедрою землеробства і методики дослідної справи (1972-1978).
Академік-секретар Відділення землеробства і хімізації сільського господарства ВАСГНІЛ (1978).
Доктор с.-г. наук (1968), професор (1970), член-кореспондент ВАСГНІЛ (1978).
Нагороджений 5 медалями СРСР, дипломами та медалями ВДНГ, золотою медаллю імені В. Р. Вільямса.
Публікації:
- Основи методики польового досвіду: (посібник для вчителів). - М.: Просвещение, 1967. - 176 с.
- Планування польового досвіду і статистична обробка його даних: навч. посібник для вищ. с.-г. навч. закладів. - М.: Колос, 1972. - 207 с.
- Наукові основи інтенсивного землеробства в Нечорноземної зоні: навч. посібник / співавт.: А. М. Ликов та ін. - М.: Колос, 1976. - 208 с.
- Методика польового досвіду (з основами статистичної обробки результатів досліджень): навч. посібник для вищ. с.-г. навч. закладів. - 5-е изд. - М.: Агропромиздат, 1985. - 351 с.
- Практикум із землеробства: навч. посібник для студентів вузів по агроном. спец. / Співавт.: І. П. Васильєв, А. М. Туликов. - 2-е изд., Перераб. і доп. - М.: Агропромиздат, 1987. - 383 с.